# Championnat du Monténégro de football 2009-2010
Navigation
2008-2009 2010-2011
La saison 2009-2010 de Prva Crnogoska Liga est la quatrième édition de la première division monténégrine.
Lors de celle-ci, le Mogren Budva tente de conserver son titre de champion face aux onze meilleurs clubs monténégrins lors d'une série de matchs se déroulant sur toute l'année.
Les douze clubs participants à la première phase de championnat affrontent à deux reprises les onze autres. En fonction du classement établi au terme de cette première phase, chaque équipe affronte une fois de plus les onze autres afin d'attribuer le titre de champion.
Trois places sont qualificatives pour les compétitions européennes, la quatrième place étant attribuée au vainqueur de la Crnogorski Fudbalski Kup 2009-2010.
Le FK Rudar Pljevlja remporte à l'issue de la saison son premier titre de champion du Monténégro.

## Qualifications en coupe d'Europe
À l'issue de la saison, le champion se qualifiera pour le 1er tour de qualification des champions de la Ligue des champions 2010-2011.
Alors que le vainqueur de la Crnogorski Fudbalski Kup prendra la première des trois places en Ligue Europa 2010-2011, les deux autres places reviendront au deuxième et au troisième du championnat. Il est à noter que ces deux dernières places ne qualifient que pour le premier tour de qualification, et non pour le deuxième comme la précédente. Aussi si le vainqueur de la coupe fait partie des trois premiers, les places sont décalées et la dernière place revient au finaliste de la coupe. Si ce dernier club fait lui-même partie des trois premiers, la dernière place revient au quatrième du championnat.

## Les 12 clubs participants
| Club                 | Stade               | Capacité | Ville      |
| -------------------- | ------------------- | -------- | ---------- |
| Buducnost Podgorica  | Stadion Pod Goricom | 17 000   | Podgorica  |
| FK Dečić Tuzi        | Tuško Polje         | 1 000    | Tuzi       |
| FK Grbalj Radanovići | OFK                 | 2 000    | Radanovići |
| FK Lovćen Cetinje    | Obilića Poljana     | 2 000    | Cetinje    |
| FK Petrovac          | Pod Malim Brdom     | 5 000    | Petrovac   |
| FK Rudar Pljevlja    | Gradski             | 7 000    | Pljevlja   |
| FK Sutjeska Niksic   | Kraj Bistrice       | 10 800   | Nikšić     |
| FK Berane            | Gradski             | 10 000   | Berane     |
| FK Mornar            | Topolica            | 5 000    | Bar        |
| Kom Zlatica          | Zlatica             | 3 000    | Podgorica  |
| Mogren Budva         | Mogren              | 4 000    | Budva      |
| Zeta Golubovci       | Tresnjica           | 6 000    | Golubovci  |

## Compétition

### Classement
Le classement est établi sur le barème de points classique (victoire à 3 points, match nul à 1, défaite à 0).
Pour départager les égalités, on tient d'abord compte de la différence de buts générale, puis du nombre de buts marqués, puis des confrontations directes et enfin si la qualification ou la relégation est en jeu, les deux équipes jouent une rencontre d'appui sur terrain neutre.
| Rang | Équipe                 | Pts | J  | G  | N  | P  | Bp | Bc | Diff |
| ---- | ---------------------- | --- | -- | -- | -- | -- | -- | -- | ---- |
| 1    | FK Rudar Pljevlja (C)  | 71  | 33 | 22 | 5  | 6  | 56 | 26 | +30  |
| 2    | FK Budućnost Podgorica | 69  | 33 | 21 | 6  | 6  | 67 | 35 | +32  |
| 3    | FK Mogren Budva (T)    | 57  | 33 | 16 | 9  | 8  | 49 | 34 | +15  |
| 4    | Zeta Golubovci         | 57  | 33 | 17 | 6  | 10 | 43 | 33 | +10  |
| 5    | FK Grbalj Radanovići   | 53  | 33 | 15 | 8  | 10 | 66 | 42 | +24  |
| 6    | FK Lovćen Cetinje      | 52  | 33 | 15 | 7  | 11 | 32 | 37 | -5   |
| 7    | FK Sutjeska Nikšić     | 40  | 33 | 11 | 7  | 15 | 33 | 36 | -3   |
| 8    | OFK Petrovac           | 36  | 33 | 10 | 6  | 17 | 38 | 49 | -11  |
| 9    | FK Dečić Tuzi          | 35  | 33 | 8  | 11 | 14 | 27 | 35 | -8   |
| 10   | FK Mornar Bar (P)      | 34  | 33 | 9  | 8  | 16 | 29 | 49 | -20  |
| 11   | FK Berane (P)          | 30  | 33 | 8  | 6  | 19 | 28 | 49 | -21  |
| 12   | Kom Zlatica            | 18  | 33 | 5  | 3  | 25 | 16 | 59 | -43  |

| Légende : Qualifications et relégations | Légende : Qualifications et relégations                                                                 |
| --------------------------------------- | --- |
|                                         | Ligue des champions de l'UEFA 2010-2011 (1er Tour de qualification des champions)                       |
|                                         | Ligue Europa 2010-2011 (2e Tour de qualification)                                                       |
|                                         | Ligue Europa 2010-2011 (1er Tour de qualification)                                                      |
|                                         | Qualification pour les barrages de relégation en Druga Crnogorska Liga                                  |
|                                         | Relégation en Druga Crnogorska Liga                                                                     |
|                                         | (T) : Tenant du titre 2008-2009 (P) : Promu en 2008-2009 (C) : Vainqueur de la Crnogorski Fudbalski Kup |

### Barrages
Les clubs classés 10e et 11e de première division en fin de saison affrontent les 2e et 3e de deuxième division pour connaître les 2 derniers clubs qui joueront la saison prochaine en Prva Crnogoska Liga.
| Équipe 1           | Résultat    | Équipe 2      | Aller | Retour |
| ------------------ | ----------- | ------------- | ----- | ------ |
| OFK Bar            | 2-2 5-4 tab | FK Berane     | 1-1   | 1-1    |
| FK Bratsvo Cijevna | 1-3         | FK Mornar Bar | 0-1   | 1-2    |

Le FK Berane est relégué tandis que le FK Mornar Bar se maintient.

## Meilleurs buteurs
| Rang | Buteur             | Club      | Buts |
| ---- | ------------------ | --------- | ---- |
| 1    | Ivan Bošković      | Grbalj    | 21   |
| 2    | Ivan Vuković       | Budućnost | 17   |
| 3    | Predrag Ranđelović | Rudar     | 15   |
| 4    | Žarko Korać        | Zeta      | 11   |
| 5    | Vladimir Gluščević | Mogren    | 10   |
| 5    | Božo Milić         | Mogren    | 10   |
| 7    | Marko Lalević      | Berane    | 9    |
| 8    | Igor Matić         | Grbalj    | 8    |
| 9    | Fatos Bećiraj      | Budućnost | 7    |
| 9    | Marko Đurović      | Lovćen    | 7    |

Source: 

## Bilan de la saison
| Championnat du Monténégro de football 2009-2010 |                               |
| Champion                                        | FK Rudar Pljevlja (1er titre) |
| Dauphin                                         | FK Budućnost Podgorica        |
| Coupes et trophées                              |                               |
| Vainqueur de la Coupe du Monténégro 2009-2010   | FK Budućnost Podgorica        |
| Qualifications continentales                    |                               |
| Ligue des champions de l'UEFA 2010-2011         | FK Rudar Pljevlja             |
| Ligue Europa 2010-2011                          | FK Budućnost Podgorica        |
| Ligue Europa 2010-2011                          | FK Mogren Budva               |
| Ligue Europa 2010-2011                          | Zeta Golubovci                |
| Promotions et relégations                       |                               |
| Promus en Prva Crnogorska Liga                  | Mladost Podgorica             |
| Promus en Prva Crnogorska Liga                  | OFK Bar                       |
| Relégués en Druga Crnogorska Liga               | Kom Zlatica                   |
| Relégués en Druga Crnogorska Liga               | FK Berane                     |